# Старовойт Людмила Василівна
Старовойт Людмила Василівна (нар. 8 серпня 1948, Баштанка, Миколаївська область, Україна — пом. 2 листопада 2021, Миколаїв, Україна) — українська науковиця, педагогиня і громадська діячка.
Кандидатка філологічних наук, доцент, декан філологічного факультету (1987—1997) і проректор з навчально-виховної роботи (1996—2003) Миколаївського національного університету імені В. О. Сухомлинського. Відмінниця освіти України (1994), лавреатка Миколаївської обласної премії імені М. М. Аркаса (1996).

## Життєпис
Народилася в багатодітній селянській родині у селі Баштанка Миколаївської області. У 1966 році з відзнакою закінчила Баштанську середню школу № 3, після чого вступила до Миколаївського державного педагогічного інституту імені В. Г. Бєлінського, який закінчила в 1970 році, одержавши кваліфікацію вчителя української мови і літератури.
Працювала у Миколаївській середній школі № 2 з поглибленим вивченням англійської мови, а з 1974 року — викладачкою на кафедрі української літератури Миколаївського державного педагогічного інституту. У тому ж році була переведена на посаду старшого викладача.
Закінчивши заочну аспірантуру при Київському педагогічному інституті імені О. М. Горького (нині — Національний педагогічний університет імені М. П. Драгоманова), у 1986 році успішно захистила дисертацію на здобуття наукового ступеня кандидата філологічних наук за темою творчості Максима Рильського.
У 1991 році Людмилі Старовойт було присвоєне вчене звання доцента. У 1997 році була обрана на посаду декана філологічного факультету педагогічного інституту. Очолювала редакційну колегію університетської газети «Педагог» (1999—2009), краєзнавчого альманаху «Освітянські вітрила», а також Наукового вісника інституту. Активно підтримувала літературну студію факультету — «Лакмус».
У 1996 році в складі авторського колективу книги «Історія української культури» стала лавреаткою Миколаївської обласної премії імені М. М. Аркаса в номінації «Просвітницька діяльність».
У 1997—2003 роках займала посаду проректора з навчально-виховної роботи інституту, який у жовтні 2002 року був претворений на Миколаївський державний університет, якому через рік було присвоєно ім'я Василя Олександровича Сухомлинського. 21 серпня 2010 року МНУ отримав статус національного.
За роки її перебування на посаді проректора філологічний факультет перетворився на Інститут філології та журналістики, чию діяльність забезпечувало п'ять кафедр: кафедра української мови, загального мовознавства та лінгводидактики, української літератури, теорії літератури та методики її викладання і видавничої справи та редагування.
У 1998—2009 роках завідувала кафедрою української літератури, у 2010—2015 — на посаді доцента кафедри.

## Науковий доробок
Людмила Старовойт авторка понад 80 наукових праць. Більшість із них присвячена вивченню творчості письменників Миколаївщини та історії освіти Миколаївської області.
Брала участь в підготовці ряду навчальних посібників для студентів і учителів, зокрема «Письменники Миколаївщини» (2007), «Література Миколаївщини» (2014), «Література рідного краю» (1994, 2003), «Живлюща сила Ємигеї» (2015) і «Твоє життя — твій головний проект: технологія самовиховання» (2012).
Вивчала історію рідного університету, укладала історичні нариси про факультет філології та університет (2003, 2009, 2013). У 2014 році як заступник головного редактора доклала зусиль для виходу колективної праці «Шевченківський енциклопедичний словник Миколаївщини». В 2020 році у співавторстві з Тарасом Кремнем випустила видання «Українська Атлантида Дмитра Кременя: дискурс життя і творчості».

## Відзнаки
- Звання «Відмінник освіти України» (1993);
- Почесна грамота Верховної Ради України (2004);
- Знак «За наукові та освітні досягнення» (2018);
- Почесна відзнака Миколаївської обласної ради «За заслуги перед Миколаївщиною» II ступеня (2020).

## Праці
- Література рідного краю: посіб.-хрестоматія / за ред. О. С. Кухар-Онишко, Л. В. Старовойт, А. Л. Ситченка. — Миколаїв, 1994. — С. 147—150. — (Письменники Миколаївщини).
- Миколаївський державний університет: іст. нарис, 1913—2003 / уклад.: Я. І. Журецький, І. С. Павлік, Л. В. Старовойт ; голов. ред В. Д. Будак. — Київ, 2003.
- Письменники Миколаївщини. Літературно-критичні матеріали до курсу «Літературне краєзнавство»: навч. посіб. для студ. / Л. В. Старовойт; Миколаїв. держ. ун-т ім. В. О. Сухомлинського. — Миколаїв: Іліон, 2007. — 132 c. — укр.
- Vivere! Creare! Vincere! = Жити! Творити! Перемагати!: До 60-річчя ректора Миколаїв. держ. ун-ту ім. В. О. Сухомлинського Валерія Дмитровича Будака / уклад.: Л. В. Старовойт, І. В. Середа; Миколаїв. держ. ун-т ім. В. О. Сухомлинського. — Миколаїв, 2007. — 180 c. — укр.
- Твоє життя — твій головний проект: технологія самовиховання: навч.-метод. посіб. / О. М. Пєхота, Л. В. Старовойт, І. В. Середа. — Миколаїв: Іліон, 2011. — 244 c. — (Серія «Пед. освіта — XXI»). — укр.
- Старовойт Л. Старовойт, Л. Уроки гідності / Л. Старовойт // Рідне Прибужжя. — 2003. — 21 серп. (про Д.Кременя).
- Старовойт Л. В. Художнє осмислення постаті Миколи Аркаса у прозовому доробку Віктора Жадька [Електронний ресурс] / Л. В. Старовойт // Науковий вісник Миколаївського державного університету імені В. О. Сухомлинського. Сер. : Філологічні науки. — 2013. — Вип. 4.11. — С. 256—260.
- Старовойт Л. В. Мотиви і образи лірики Миколи Вінграновського [Електронний ресурс] / Л. В. Старовойт // Питання літературознавства. — 2007. — Вип. 74. — С. 74-81.
- Старовойт Л. В. Особливості сюжетно-композиційної та образної структури ліричної повісті Б. Мозолевського «Дума про степ» [Електронний ресурс] / Л. В. Старовойт // Науковий вісник Миколаївського державного університету імені В. О. Сухомлинського. Серія: Філологічні науки. — 2014. — Вип. 4.14. — С. 153—156.
- Старовойт Л. В. Гуманістичний потенціал дитячої прози Віри Марущак [Електронний ресурс] / Л. В. Старовойт // Наукові праці [Чорноморського державного університету імені Петра Могили комплексу «Києво-Могилянська академія»]. Сер. : Філологія. Літературознавство. — 2014. — Т. 240, Вип. 228. — С. 79-82.
- Старовойт Л. В. Образ сучасника у творчому доробку Анатолія Малярова [Електронний ресурс] / Л. В. Старовойт // Науковий вісник Миколаївського державного університету імені В. О. Сухомлинського. Серія: Філологічні науки. — 2013. — Вип. 4.12. — С. 219—222.
- Старовойт Л. В. Розмаїття строфічної палітри лірики Миколи Вінграновського [Електронний ресурс] / Л. Старовойт // Українська література в загальноосвітній школі. — 2011. — № 10. — С. 15-17.
- Старовойт, Л. Еволюція образу ліричного героя в ліриці Дмитра Кременя / Л. Старовойт // Письменники Миколаївщини: літ.-критичні матеріали до курсу «Літературне краєзнавство» / Л. Старовойт. — Миколаїв, 2007. — С. 93–98.
- Старовойт, Л. «На розпутті великих доріг…»: образ України у зб. Дмитра Кременя «Полювання на дикого вепра» / Л. Старовойт // Письменники Миколаївщини: літ.-критичні матеріали до курсу «Літературне краєзнавство» / Л. Старовойт. — Миколаїв, 2007. — С. 78–84.
- Старовойт, Л. На розпутті великих доріг / Л. Старовойт // Кур'єр Кривбасу. — 2007. — № 5/6. — С. 342—346 (про Д.Кременя).
- Старовойт, Л. Специфіка інтерпретації лірики Дмитра Креміня в перекладах Олександра Павлова / Л. Старовойт // Науковий вісник Миколаївського державного університету: зб. наук. праць. — Миколаїв, 2009. — Вип. 22 : Філологічні науки. — С. 165—169.
- Старовойт, Л. Поетичні відкриття Світлани Іщенко / Л. Старовойт // Література Миколаївщини: навч. посіб. / Л. Старовойт. — Миколаїв, 2014. — С. 148—153.
- Старовойт, Л. Космос душі Дмитра Креміня / Л. Старовойт // Небесне і земне: спогади, есе, оригінали / ред. рада: О. Геращенко [та ін.]. — Миколаїв, 2018. — С. 450—457.
- Старовойт, Л. Розмаїття духовного світу ліричного героя збірки Дмитра Кременя «Елегія троянського вина» / Л. Старовойт // Освітянські вітрила / Л. Старовойт. — Миколаїв, 2003. — С. 56–62.
- Старовойт, Л. Онтологічні проблеми українства у збірці Дмитра Кременя «Замурована музика» / Л. Старовойт // Науковий вісник МДУ ім. В. О. Сухомлинського. — Миколаїв, 2012. — Вип. 4.9 : Філологічні науки. — С. 159—163.
- Старовойт, Л. «Вже осінні яблука збираю…»  / Л. Старовойт // Южная правда. — 2011. — 25 окт.
- Старовойт, Л. «Українства зоряного коду вам зламати просто не дано!» / Л. Старовойт // Літературна Україна. — 2011. — 15 груд. — С. 14.